# Niederbronn-les-Bains
Niederbronn-les-Bains (Duits: Bad Niederbronn) is gemeente in het Franse departement Bas-Rhin in de regio Grand Est. De plaats is een kuuroord. De gemeente telde 4.372 inwoners op 1 januari 2022.

## Geschiedenis
Archeologische vondsten leren dat de Source Romaine in het centrum van de gemeente al bekend was in de Gallo-Romeinse periode. Er zijn Romeinse munten gevonden die werden geofferd in de bron. Op de plaats van de kerk Saint-Jean zou een Gallo-Romeinse tempel hebben gestaan. En achter het Château de la Wasenbourg zou een Mercuriustempel hebben gestaan.
Het Château de la Wasenbourg, dat uittorent boven het centrum van de gemeente, bestond al in de 8e eeuw. De naam van de plaats werd voor het eerst vermeld in de 9e eeuw. Op de plaats van de huidige protestantse kerk Saint-Jean stond tot de 18e eeuw een gotische kerk. De nieuwe kerk werd gebouwd in 1763 met steun van Jean de Dietrich, graaf van Ban de la Roche (1719-1795). Tot 1886, toen de nieuwe katholieke kerk werd ingewijd, werd ze als simultaankerk door protestanten en katholieken gebruikt.
De familie de Dietrich opende een ijzergieterij in Niederbronn.
De gemeente maakte voor 2015 deel uit van het arrondissement Haguenau en kanton Niederbronn-les-Bains. Op 1 januari 2015 fuseerde het arrondissement met het arrondissement Wissembourg tot het arrondissement Haguenau-Wissembourg. Toen op 22 maart 2015 het kanton werd opgeheven werden de gemeenten ervan opgenomen in het kanton Reichshoffen.

## Geografie
De oppervlakte van Niederbronn-les-Bains bedraagt 31,4 vierkante kilometer; Op 1 januari 2022 was de bevolkingsdichtheid 139,2 inwoners per km².

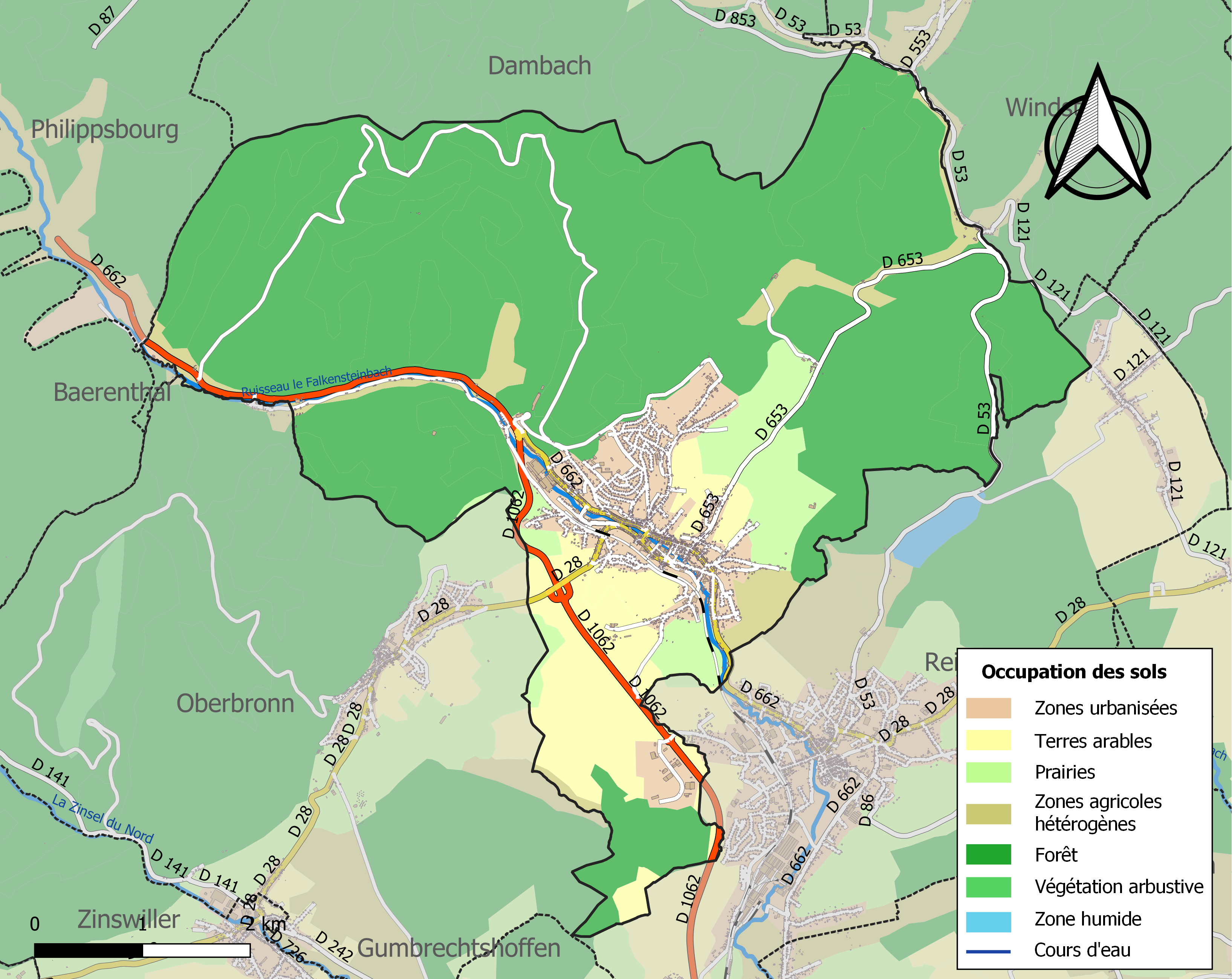
Kaart van de gemeente met de belangrijkste infrastructuur, bodemgebruik en omliggende gemeenten

## Bezienswaardigheden
Het toerisme in Niederbronn-les-Bains hangt grotendeels samen met de bronnen in de gemeente. Naast thermen werd er ook een casino gebouwd.
De Source Romaine is een bron in het centrum van de gemeente met koolzuurhoudend water rijk aan natrium en chloor. Dit water wordt gebruikt in thermale baden.
De Source Lichteneck of Source de la Liese ligt ten noorden van het centrum. Het bronwater heeft een temperatuur van ongeveer 10° C en is arm aan mineralen. Het wordt gecommercialiseerd sinds de jaren 1990 onder de naam Celtic.
Boven het stadje staat het Château de la Wasenbourg.
Er is een Duitse militaire begraafplaats waar 15.809 mensen begraven zijn.  Het gaat om Duitse militairen en leden van de Volkssturm, maar ook mensen van 16 andere nationaliteiten die vochten voor Duitsland. De meeste doden vielen tijdens Operatie Nordwind, een mislukt Duits tegenoffensief in december 1944.

## Demografie
Onderstaande figuur toont het verloop van het inwonertal.

## Verkeer en vervoer
In de gemeente staat het spoorwegstation Niederbronn-les-Bains.

## Afbeeldingen

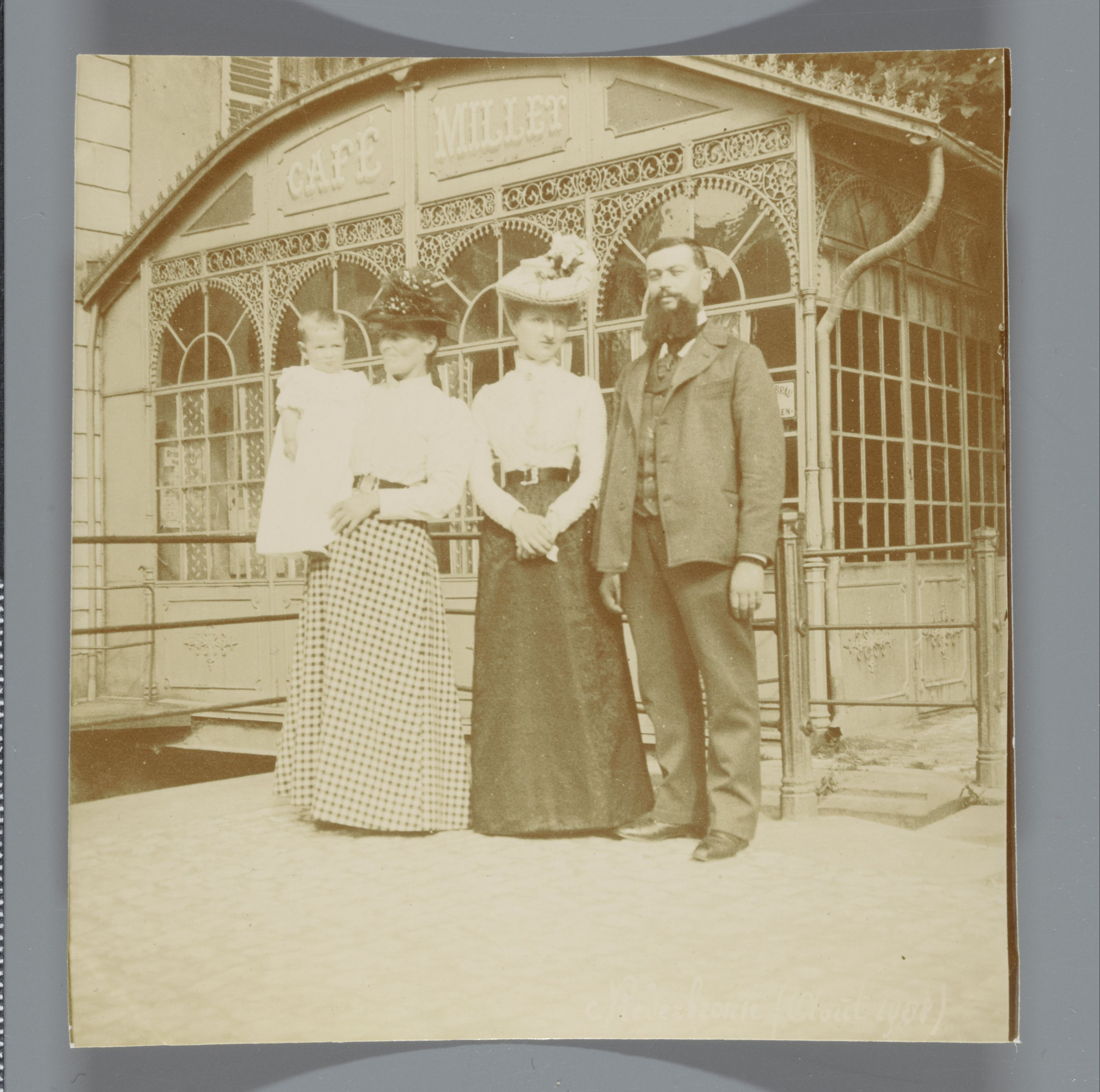
Gezelschap in het kuuroord
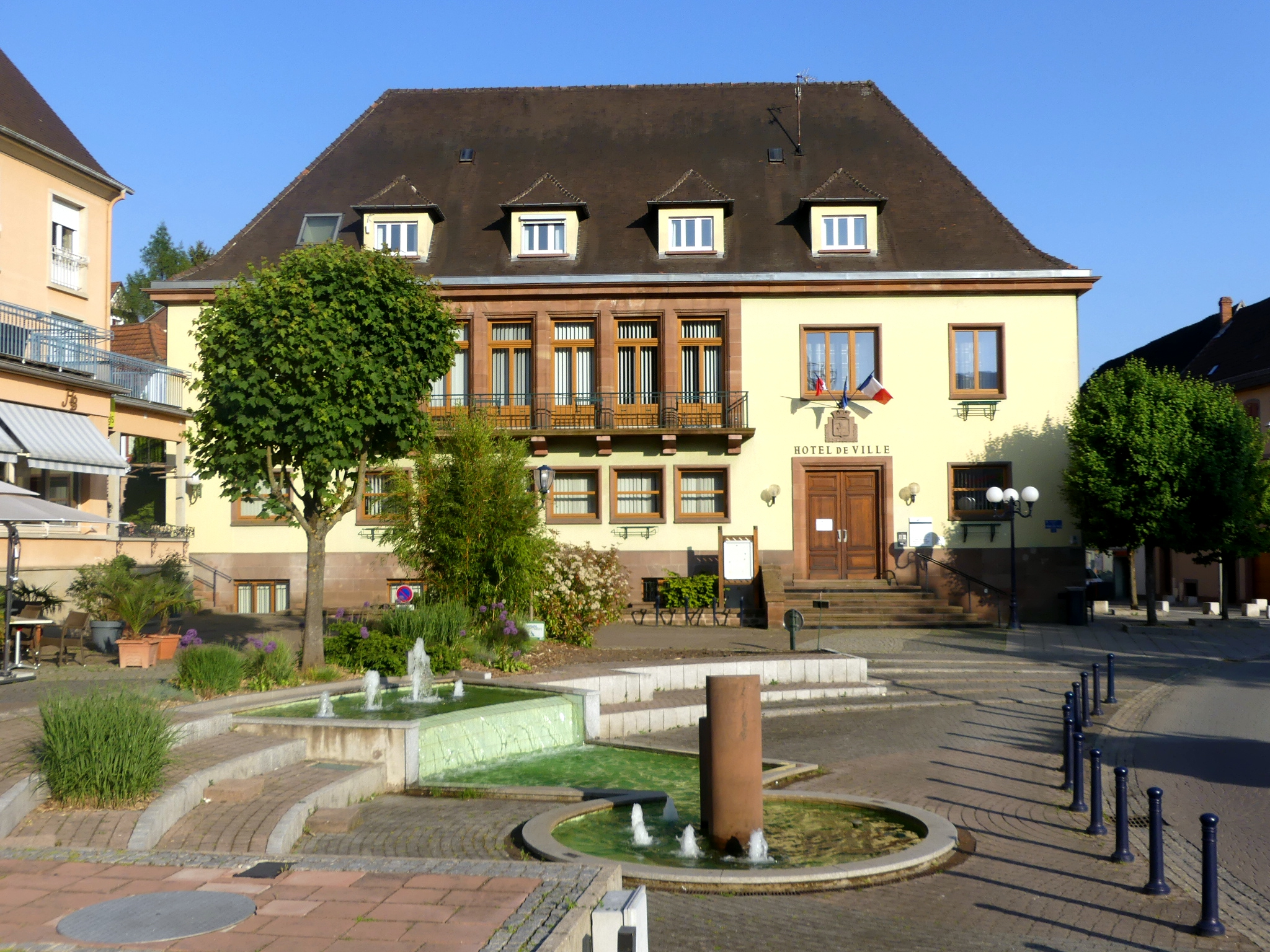
Gemeentehuis
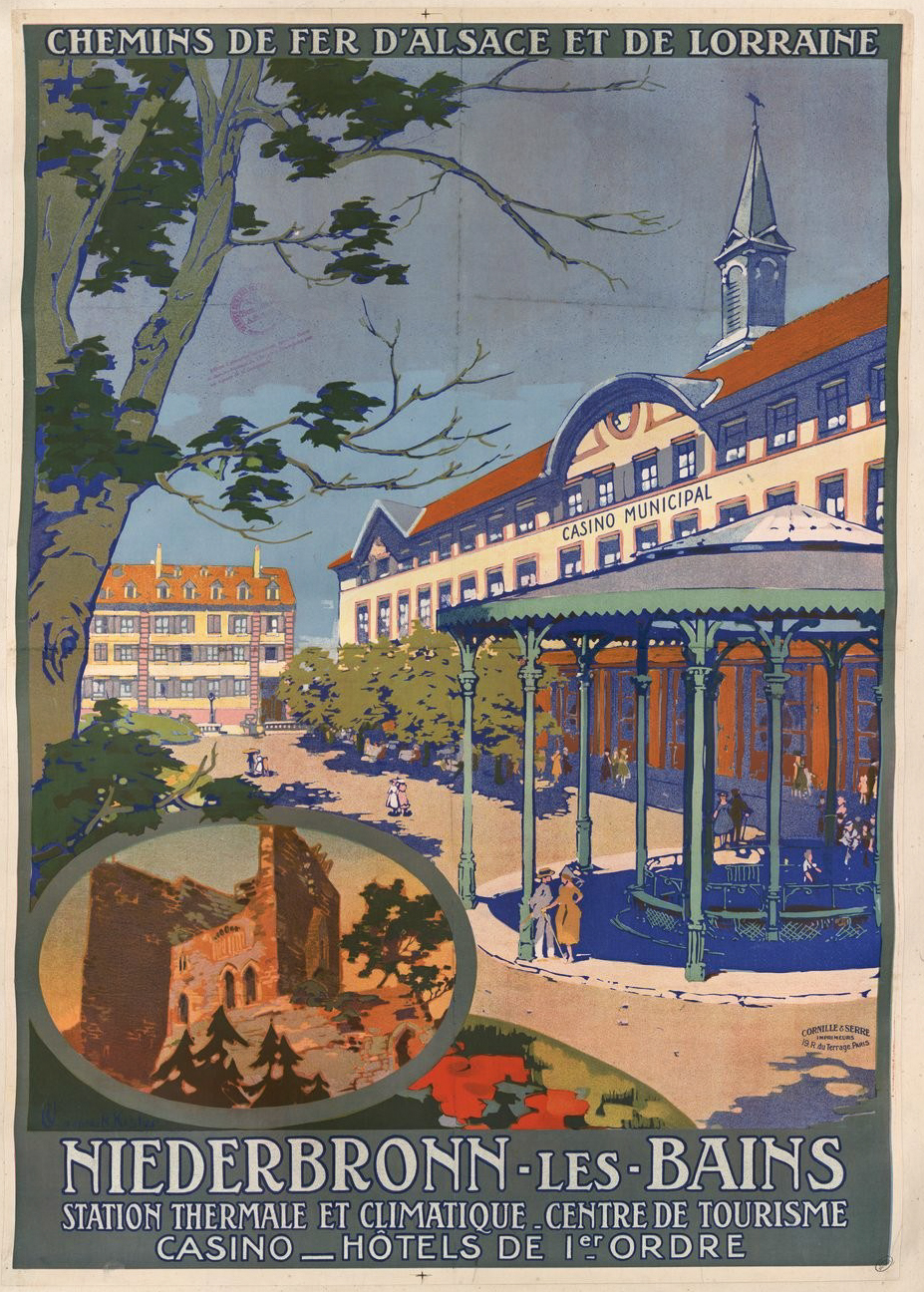
Reclameposter van de Chemins de fer d'Alsace et de Lorraine